# Szisztán
Szisztán, régi ejtéssel Szísztán (arab és perzsa írással سيستان), korai nevén Szidzsisztán (سجستان) történelmi régió, amely részben a mai Irán keleti részén (Szisztán és Beludzsisztán tartományban), részben pedig Afganisztán déli részén terült el (szűkebb értelemben Nimruz és Helmand tartomány területén). Egyes időszakokban „dél” jelentésű perzsa neve (Nimruz, نيمروز) is használatban volt. Tágabb értelemben hozzá sorolták a Zábulisztán (modern ejtéssel Zábolesztán, eredeti írásmódja: زابلستان) néven ismert vidéket, amely a mai Afganisztán szinte teljes déli és középső részét magában foglalta. Firdauszí szinonimaként használta a két megnevezést a Sáhnáméban. Egyes szerzők még Kabul vidékét (Kábulisztán) valamint Szibbi ma Pakisztánban fekvő városát is Szidzsisztánhoz sorolták.

## Elhelyezkedése
Szisztán jobbára sík területen feküdt, amit északon és délen magas hegységek, nyugaton pedig a Dast-e Lut sivataga határolt. A térség meghatározó vízfolyása a Helmand folyó, amely a Hámun-tóba ömlik (régi nevén Zara-tó): a szűken vett Szisztán csak a tó környékére és a Helmand alsó folyásvidékére terjedt ki, a felsőbb folyásvidéket (pl. Kandahár vidékét) Zábulisztán néven ismerték. Északnyugaton Kúhisztán, északon Horászán, délen pedig Makrán tartománnyal volt szomszédos.

## Története
Szidzsisztánba először 652-ben jutottak el a muszlim arabok, akik békés úton kapitulációra késztették Zarandzs városát, és erővel bevették Busztot (ma Laskargáh). Innen az iraki alárendeltségű helytartók számos hadjáratot indítottak a keletebbi, független régiók felé a Helmand völgyében; egyes hadjáratok egészen Kabulig jutottak, de sokáig nem sikerült hódoltatni a zábulisztáni fejedelmeket és a kábulsáhokat. Az iszlám a sokáig nem tudott gyökeret verni a térségben, és ekkor is a kalifátust elutasító háridzsita változata honosodott meg, így táplálva a 687-700 között Kelet-Irán egy részét ellenőrző azrakiták és a hamziták mozgalmát. A szektás törvényen kívülieket sem az Abbászidák, sem a Horászán és környéke örökös helytartóivá kinevezett Táhiridák nem tudták legyőzni, ezért a zarandzsi szunniták a maguk kezébe vették saját védelmüket, míg végül egyik vezetőjük, Jaakúb ibn Lajsz asz-Szaffár 861-ben át nem vette a hatalmat. Jaakúb és rövidesen bekövetkező halála után fivére, Amr az elkövetkező négy évtizedben Irán nagy részét meghódította, sőt egy ideig Bagdadot is fenyegették; egyúttal keleten egészen Kabulig sikerült megszerezniük a térséget. 900-ban hódításaik zöme elveszett, de a szaffárida dinasztia Szisztánban egy ideig még meg tudta őrizni uralmát.
1003-ban a Szisztán északnyugati részéből kiinduló Mahmúd gaznavida szultán olvasztotta a teljes tartományt birodalmába, amit az évszázad közepén jórészt a szeldzsukok hódítottak meg. Ebben az időszakban a régi perzsa nevet felélesztve a Nimruz név került használatba, és egy helyi fejedelmi család, a Naszridák kerültek hatalomra a szeldzsukok szövetségeseiként. Hatalmukat Dzsingisz kán 1220-as hadjárata szüntette meg, de 1236-ban egy új dinasztia, a Mihrabánidák vették át a hatalmat, akiket a 16. század közepén az Iránt egyesítő Szafavidák buktattak meg. A 19. században határviták zajlottak a perzsa Kádzsárok és az afgán Durránik között, amit csak az 1905-ös végleges határkijelölés szüntetett meg. Az afgán területen a Nimruz név élt tovább, míg Iránban Szisztánként hivatkoznak a régióra.

## Főbb települései

### Szisztán
Szisztán a négy nagyobb folyó – nyugatról kelet felé haladva: a Hárud, a Faráh, a Hás és a Helmand – által táplált, nádban és halakban gazdag Zara-tó környékén terült el, ahol ideális feltételei voltak az öntözéses földművelésnek. (A ma Hámun néven ismert tó mérete az olvadékvizek táplálta folyók vízmennyiségétől függően állandóan változott, de a középkorban általában jelentősen nagyobb volt, mint manapság.) Legfőbb terményei közé a szőlő és a datolya tartozott, emellett előszeretettel használták az óriás ánizskapor nedvét, az aszatgyantát fűszerként.
A térség fővárosa, Zarandzs már a Szászánida Birodalom idején nagy település volt, amely a Helmand egy nyugati irányú csatornája mentén állt, sós mocsárvidék közepén. A kettős fallal védett városban a szaffáridák fellegvárat, palotákat és egy minaretet valamint egy újabb piacot építtettek. A nyüzsgő vásárairól ismert Zarandzs vízellátását és a környező datolyaültetvények öntözését a Helmand csatornái biztosították, a körülötte lévő sivatag állandó, veszélyes szelei pedig temérdek szélmalmot működtettek. A város, úgy tűnik, átvészelte a mongol hódítást, de 1383-ban Timur Lenk megostromolta, bevette és porig rombolta, lakosságát pedig lemészárolta. (A város romjai máig láthatóak a mai Zarandzstól néhány kilométerre északra.)
A Dast-e Lut és Kúhisztán határa közelében állt Níh vagy Nih városa (ma Nehbandán), amely jelentős erődítménnyel büszkélkedhetett. A tartomány északi részén, a Faráh folyó mentén fekszik Faráh városa, amely a középkorban is datolyatermesztő központ volt. A várostól nem messze, dél irányba állt egy kis városka mellett egy állandó híd, amelyen áthalad a Zarandzsot északon Heráttal összekötő fontos útvonal. A Faráh torkolatának közelében állt a középkorban csak Dzsuvajn néven emlegetett, kicsiny, de erős Lás-e Dzsovejn, amely a híradások szerint még a 10. század végén is háridzsita lakosságú város volt – hasonlóan az ugyanezen útvonal mentén, Zarandzs közelében lévő Karkújához, ami még a 11. században is egy híres és számos hívő által látogatott zoroasztriánus tűztemplomnak adott otthont.
A Hás folyó mentén, Zarandzstól északkeleti irányban áll Hás városa, amely a datolyában bővelkedő, Nísak néven ismert vidék központja volt. Ezen a folyón szintén híd ívelt át egy Harúri nevű falunál, Hás és Zarandzs között, ahol a Busztból érkező útvonal átszelte. A ma Laskargáh néven ismert Buszt, a fővároshoz hasonlóan, szintén a Helmand partján feküdt, a Kandahár torkolatánál, de a Helmand déli kanyarulata miatt az útvonal Harúritól kezdve a sivatagon át vezetett. (A folyónak ezen a köztes szakaszán Rúdbár volt a legjelentősebb település, amely, bár termékeny vidéken feküdt, mindenekelőtt sótermeléséről volt nevezetes. A Helmandtól délre a néptelen Dast-e Gód-e Zere sivataga terül el.)
Buszt a mongol hódításig a szisztáni és a keletebbi vidékek központja volt: gazdag, erős és népes város, amely élénk kereskedelmi kapcsolatban állt Indiával, és bőségesen termett körülötte a szőlő és a datolya. Nem messze tőle, a gazni úton állt a gaznavida fejedelmek egyik rezidenciája, amit al-Aszkarnak („hadsereg”) neveztek. Buszt már a 13. században romokban hevert, de Timur Lenk pusztította el végleg, lerombolva az egyik legjelentősebb gátat is a folyón. Az ettől északra eső területet Zamíndávar (arabul balad vagy ard ad-dávar, azaz a „hágók földje”) néven ismerték; főbb települései (Dartal, Dargas, Bagnín, Sarván) a folyó mentén vagy közelében, a termékeny síkvidéken sorakoztak

### Zábulisztán
A Buszttól keletre, a Kandahár folyó és mellékfolyói, a Tarnak és az Argandáb mentén elterülő, gyapjútermeléséről ismert vidéket a középkorban Ruhhadzs néven ismerték. Székhelye a ma már nem létező Bandzsavaj volt, a Tarnak és az Argandáb között. Kandahár, amit sokáig al-Kunduhár néven emlegettek, a hódítás korában fontos határ menti település volt, és a muszlim támadók elpusztítottak egy itt lévő, hatalmas Buddha-szobrot. A középkorban azonban a település nem számított különösebben jelentősnek, a szerzők ritkán említették. A mongolok és Timur Lenk is elpusztította.
Gazni városáról, amit a középkorban Gazna vagy Gaznajn néven emlegettek, nem sokat tudunk. Magashegyi elhelyezkedése miatt viszonylag korlátozott mezőgazdasági tevékenység folyt körülötte, viszont az indiai kereskedelemben fontos állomás volt. Ez a város volt a Gaznavidák dinasztiájának névadója és központja. A 11. század elején Mahmúd szultán az indiai hadjáratain szerzett zsákmányából újjáépíttette, de 1149-ben a Gúridák elpusztították, és jelentőségét vesztette.
Zábulisztántól északra, a Horászánhoz tartozó Bámiján magasságában terült el Kábulisztán vidéke Kabul (Kábul, korábbi nevei: Dzsurvasz, Tábán) körül. Az egyetlen úton megközelíthető város az Indiával folytatott kereskedelem egyik legfőbb központja volt – rengeteg indigó cserélt itt gazdát, és számos értékes importterméket raktároztak. A környék a vérzéscsillapító és szövetösszehúzó hatású szárított növények (ahlíladzs) termeléséről volt híres. A városban a muszlimok mellett jelentős számú zsidó és pogány közösségek voltak, amelyek elkülönült negyedekben éltek. A 14. századra a város jelentőségét vesztette és falunyi méretűvé zsugorodott; ekkortól említik lakóiként az afgánokat. Kabultól északra, a Hindukus vonulataiban a mongol dúlásig híres ezüstbányák működtek Bandzsahír központtal, de a város a 14. századra eltűnt, és a bányászat is megszűnt.

## Főbb útvonalai
A tartományt Zarandzson, a fővároson keresztül futó utak kötötték össze az iszlám világ központi területeivel. Az egyik út a Faráh völgyében haladt észak felé, a horászáni Herátba, a másik pedig a nehezen járható Dast-e Lutot szelte át. Zarandzsból a Helmand mentén, majd a sivatagon át vezetett az út Buszt felé, ahol elágazott: részint a Helmand felső folyása felé, részint Bandzsavaj irányába, ahonnan egyrészt délkeletre, Szibbi irányába, másrészt északnyugatra, Gazni felé vezetett tovább.